# Pijavka (rybník)
Pijavka je malý rybník u silnice spojující Staré Sedliště a Tisovou.

## Vodní režim
Rybník byl vybudován na přítoku Hlinovského potoka mezi Andělským a Bezděkovským rybníkem.